# Ярема Вишневецький
Яре́ма-Миха́йло Вишневе́цький (Єремі́я-Миха́йло Корибут-Вишневе́цький, пол. Jeremi Michał Wiśniowiecki; 17 серпня 1612, Лубни — 20 серпня 1651, Паволоч) — державний та військовий діяч Речі Посполитої з руського (українського) князівського роду Вишневецьких, магнат. Воєвода руський (1646). Батько короля Міхала I Корибута Вишневецького. Проводив активне освоєння земель Лівобережної України. Виховувався у православній родині, однак згодом прийняв римо-католицизм. Противник повстання Хмельницького та представник «воєнної партії» під час його придушення.

## Життєпис

### Дитинство
Народився 17 серпня 1612 року в м. Лубнах. Походив із русько-литовського князівського роду, син київського каштеляна Михайла Вишневецького і молдованки, доньки господаря Молдови Раїни Вишневецької-Могилянки. Став сиротою в 7 років, виховував його дальній родич князь Костянтин Вишневецький.
Навчався в колегіумі єзуїтів у Львові, де до нього навчався і Богдан Хмельницький. Потім вивчав військову справу в Нідерландах, Італії, Іспанії.

### Власність, господарська діяльність
Володів величезними маєтностями в Україні. Зокрема, на Лівобережжі йому належало 56 міст і містечок із центром у м. Лубнах (т. зв. «Вишневеччина», нині переважно територія Полтавської області, частково Київської (Яготинський район), Черкаської і Чернігівської областей, в яких жило понад 288000 осіб, що сплачували щороку 1 млн. 200 тис. злотих чиншу). Утримував 12-20 тис. першокласного надвірного війська, на Правобережжі, зокрема володів Білим Каменем.
За 16 років існування «України-Вишневеччини» чисельність населення краю збільшилася з 4,5 тис. до 230 тис. осіб[джерело?]. Запроваджував пільги для новоприбулих переселенців, активно заохочував ремесла. Відбивши в магната Адама Казановського спадкове місто Ромни, відібране в його батька, Єремія за 4 роки перетворив його в найбільший на Задніпров'ї торговельно-економічний центр. У місті почали розвиватися ковальство, ткацтво, вовнярство, з'явився двір для приїжджих купців, роменські ювеліри стали відомими далеко за межами Вишневеччини. Жива торгівля велася як з «далеким зарубіжжям» (хліб, поташ і селітра йшли з тих країв у Західну Європу), так і з Московією. Причому торговий натиск з Вишневеччини був таким значним, що її купці вели свої справи просто в Москві, всупереч наявній в ті часи забороні «литовським людям» торгувати в столиці Московщини. Заохочуючи цехову систему, Єремія звільняв ремісників «від повинностей менших і частих», за винятком відновлення греблі в разі її прориву і оборони міста від неприятеля. Частина цехової продукції йшла «на замок», за яку намісник князя мав платити цеховикам за твердими розцінками.
Поташ, законтрактований в маєтках Яреми Вишневецького, Павло Юрій Боїм сплавляв до Гданська.
За даними подимного реєстру 1640 року у Київському воєводстві володів чи посідав міста і містечка: Брагинь, Лубни, Сенча, Лукомль, Хорол, Хомутець, Снятинка, Жовнине, Горошин, Буромль, Пирятин, Варва, Білошапки, Лохвиця, Монастирище, Курінька, Ічня, Срібне, Городня, Глинськ, Іванопіль, Галиця, Піщана, Золотоноша, Домантове, Чорнухи, Прилуки, Жеревка, Держикраївка, Мошни та приналежні до них села, хутори; всього — 7603 «дими».

### Віросповідання, фундації

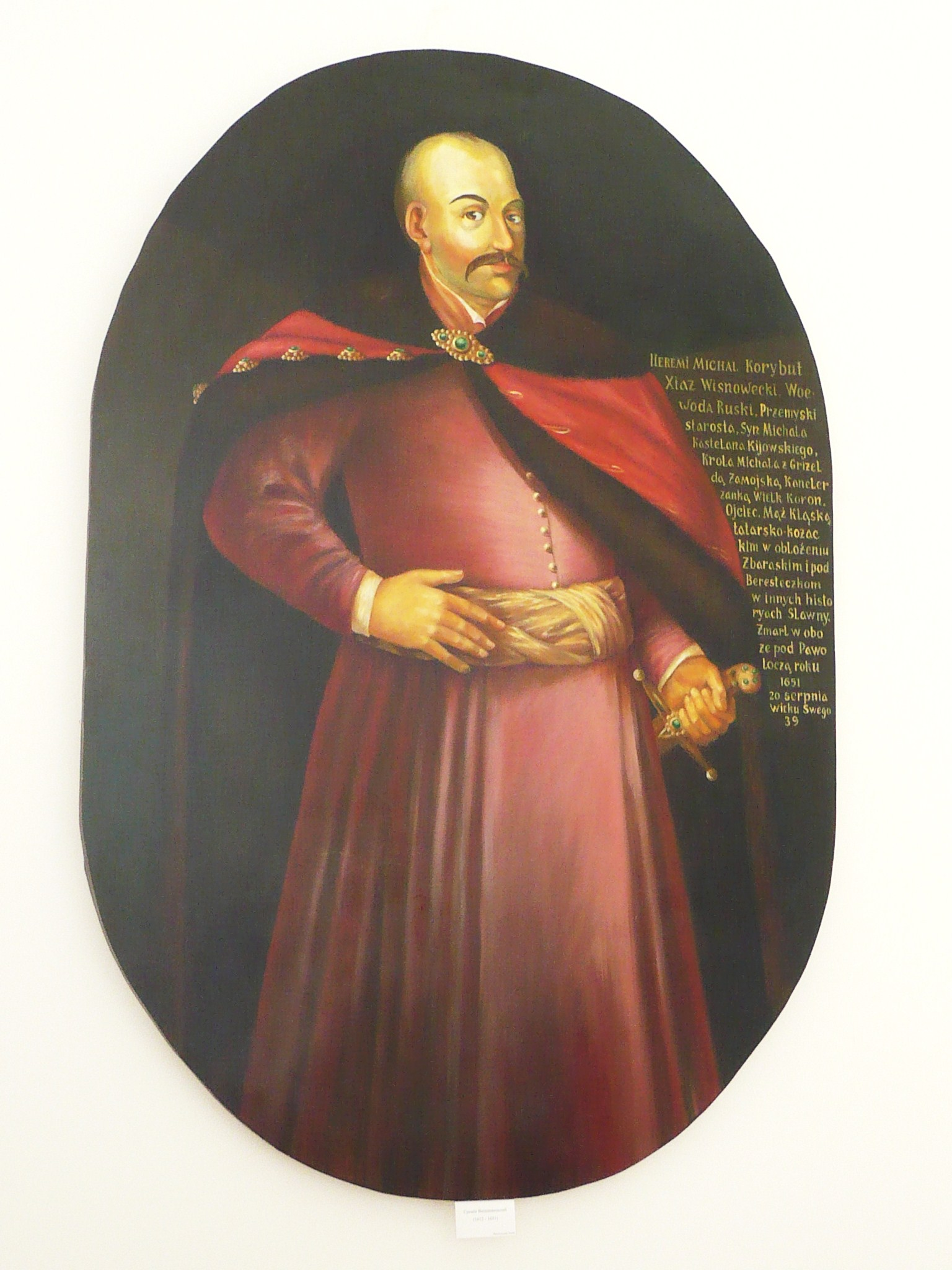
Портрет у палаці Вишнівця

1631 року перейшов з православ'я в католицизм. Водночас князь активно виступав на захист і православної віри. Віротерпимості у володіннях князя-католика можна було лише позаздрити. Крім Михайлівського костьолу і бернардинського кляштору в Лубнах та трьох капличок у великих містах, більш ніщо не свідчило про «католицьку експансію». Натомість Ієремія неодноразово обдаровував православні монастирі привілеями і земельними наданнями. Ба більше: саме за його повелінням у досить великому містечку Срібному (на теренах Чернігівської області) постало православне братство з церквою, школою, шпиталем і місцем для зборів. Вільно могли відправляти у Вишневеччині свої обряди і прихильники «аріанської єресі», переслідувані в усій Речі Посполитій. Лише завдяки заступництву Єремії, ігумен Мгарського монастиря Калістрат зміг протистояти спробам католицьких патерів перетворити православні пристановища на римо-католицькі (кляштори).
Племінник Петра Могили, що перейшов із православ'я до католицизму, Ярема Вишневецький, заснував церковне Срібнянське братство зі школою, шпиталем і місцем для зборів. Подія відбулася до 1640 року в день закінчення будівництва церкви так званим «вписанням» в книгу живота (на престольне Євангеліє) в Хресто-Воздвиженській церкві: «повелінням його князівської милості Яреми Вишневецького». Споруда церкви в ім'я чесного Хреста Господня здійснилися за почином місцевого священика отця Георгія Созанського.
«Вина» князя Єремії — втручання у протистояння між двома православними митрополитами: Ісаєю Копинським — духівником своєї матері, і Петром Могилою — двоюрідним дядьком «задніпровського державці». Ісая прагнув уберегти Руську церкву Речі Посполитої від західних впливів, підпорядкувати її Московському патріархату. Навпаки, Петро Могила мав намір створити самостійний Київський патріархат, посилав здібних учнів до Західної Європи, аби в підсумку підвищити освітній рівень православних, котрий помітно поступався, як порівняти з католиками. Єремія виступив на боці свого дядька — допоміг йому відібрати від Ісаї Густинський і Мгарський монастирі.Сталося це 1635 року. А за 2 роки потому спалахнуло повстання Павлюка-Острянина. Дослідження тогочасних свідчень, насамперед відписок московських прикордонних воєвод зі слів задніпровських ченців, свідчить, що повстання було підбурене духовенством кола Ісайї Копинського, які лякали козаків, без того стурбованих питанням утисків їхніх вільностей урядом Речі Посполитої, нібито насильницьким покатоличенням України.
Його коштом збудували костел кармелітів босих у м. Вишнівці (зруйнували під час Хмельниччини).

### Війна

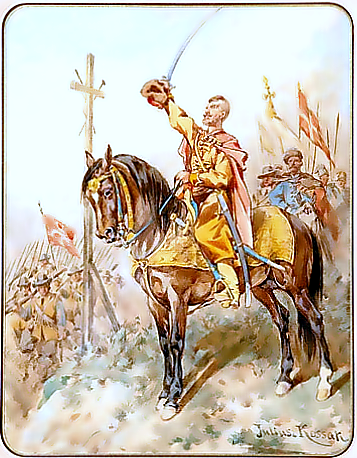
Ярема Вишневецький. Юліуш Коссак, 1899

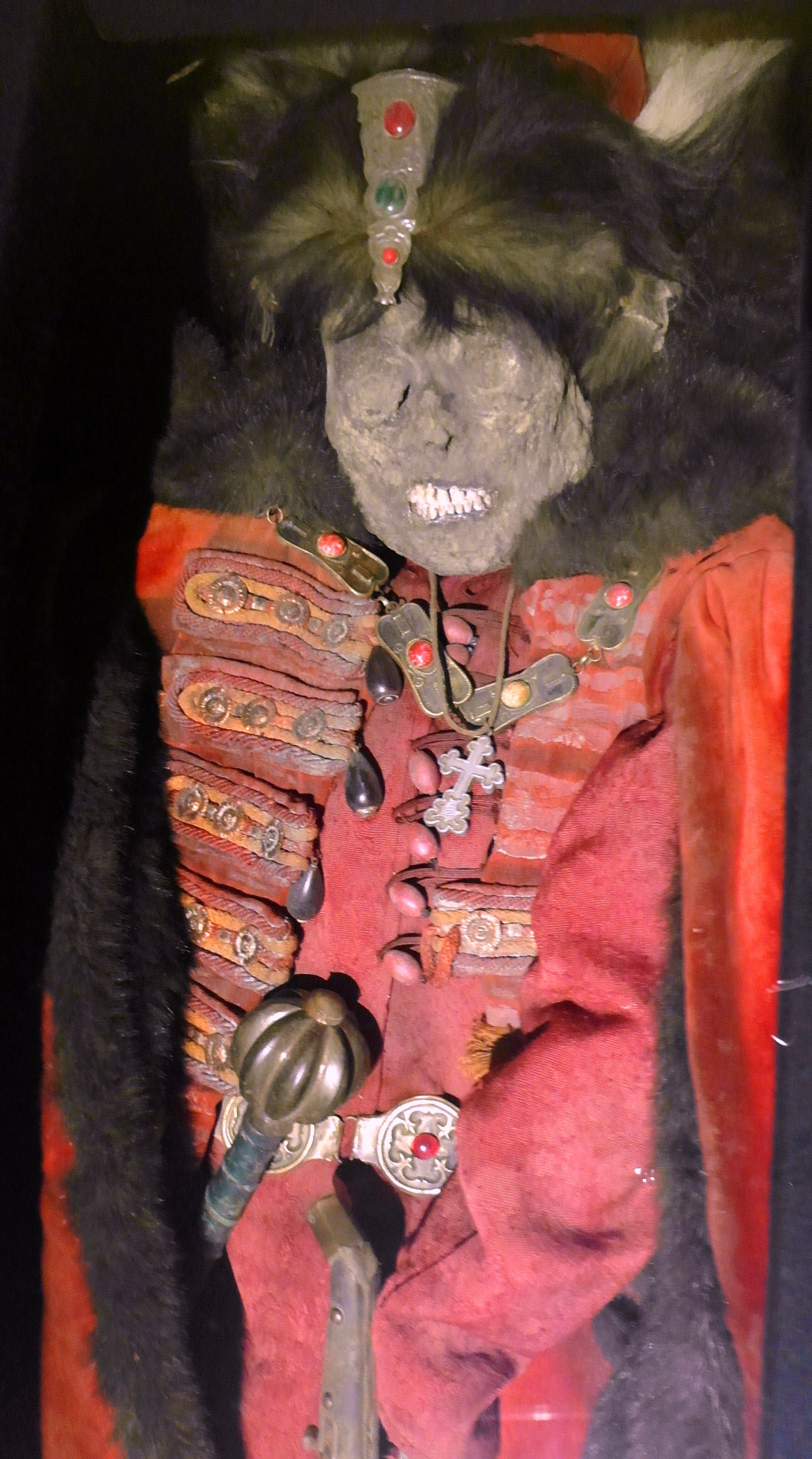
Ймовірний прах князя в крипті костелу

Брав участь у Смоленській війні 1632—1634 років, відбитті наїзду Абази-паші 1633 року. Бився з татарами в 1640–1646 роках (Охматівська битва). Що ж до стосунків з козацтвом — там теж не все так просто. Ієремія змушений був захищати свої володіння від повстанців Павла Павлюка і Якова Острянина, що видається цілком природним. В його військах були козацькі хоругви, мав фінансові справи з удовою страченого козацького ватажка Івана Сулими. 1644 року на чолі зі своїм надвірним військом брав участь у перемозі над татарською ордою під проводом Тугай-бея під Охматовим. 1648 року укріпив Бровари як місця проти-визвольного повстання, оскільки володів тими землями.
На початку повстання Богдана Хмельницького 1648 року під тиском повсталих відступив зі своїх володінь на Лівобережжі. 1648 року в костелі Святого Хреста (францисканців) у Львові відбулись збори шляхти, яка вирішила просити Ярему Вишневецького взяти на себе оборону міста, для чого зібрала кошти; він їх взяв, але покинув місто. Під час діяльності в серпні-вересні 1648 року козацької комісії на чолі з Адамом Кисілем, без її попередження про напад його відділ атакував Острог, через що були страчені 5 заручників (реєстровців-козаків з корогви Миколи Кисіля).
На Правобережній Україні чинив екзекуції, намагаючись придушити повстання. У боях 1648 року під Махнівкою, П'яткою і Старокостянтиновом надвірні загони Яреми Вишневецького та інших магнатів вели успішні бої з козацько-селянськими загонами на чолі з Максимом Кривоносом. Після розгрому урядового війська в Пилявецькій битві 1648 року Вишневецький відступив до Львова.
1649 року очолив оборону Збаража від козацько-татарського війська. 1651 року — один з керівників урядової армії (він командував лівим крилом кавалерії) в битві під Берестечком проти козацько-татарського війська.
Помер 20 серпня 1651 року під Поволоччю (за однією з версій від дизентерії[джерело?]). Вважається, що муміфіковані останки Вишневецького покояться в крипті монастиря Святого Хреста (Święty Krzyż) в Польщі. Однак польський дослідник, фаховий криміналіст Ян Відацький, котрий проводив дослідження тих останків, піддав сумніву їхню належність Яремі Вишневецькому.

## Сім'я та діти
27 лютого 1639 року одружився з Гризельдою Замойською, донькою великого коронного канцлера Томаша Замойського та Катерини Острозької. 1640 року в Замості у них народився єдиний син Міхал Томаш Корибут-Вишневецький (1640—1673), майбутній польський король у 1669—1673 роках.

## Родовід Яреми
|  |                                 |  |  |  |  |  |  |  |  |  |  |  |  |
|  | Александер Корибут-Вишневецький |  |  |  |  |  |  |  |  |  |  |  |  |
|  |                                 |  |  |  |  |  |  |  |  |  |  |  |  |
|  |                                 |  |  |  |  |  |  |  |  |  |  |  |  |
|  | Михаїл Корибут-Вишневецький     |  |  |  |  |  |  |  |  |  |  |  |  |
|  |                                 |  |  |  |  |  |  |  |  |  |  |  |  |
|  |                                 |  |  |  |  |  |  |  |  |  |  |  |  |
|  | Катерина Скорутянка             |  |  |  |  |  |  |  |  |  |  |  |  |
|  |                                 |  |  |  |  |  |  |  |  |  |  |  |  |
|  |                                 |  |  |  |  |  |  |  |  |  |  |  |  |
|  | Михаїл Корибут-Вишневецький     |  |  |  |  |  |  |  |  |  |  |  |  |
|  |                                 |  |  |  |  |  |  |  |  |  |  |  |  |
|  |                                 |  |  |  |  |  |  |  |  |  |  |  |  |
|  | Юрій Зенович                    |  |  |  |  |  |  |  |  |  |  |  |  |
|  |                                 |  |  |  |  |  |  |  |  |  |  |  |  |
|  |                                 |  |  |  |  |  |  |  |  |  |  |  |  |
|  | Софія Зенович                   |  |  |  |  |  |  |  |  |  |  |  |  |
|  |                                 |  |  |  |  |  |  |  |  |  |  |  |  |
|  |                                 |  |  |  |  |  |  |  |  |  |  |  |  |
|  | Анна Слушка                     |  |  |  |  |  |  |  |  |  |  |  |  |
|  |                                 |  |  |  |  |  |  |  |  |  |  |  |  |
|  |                                 |  |  |  |  |  |  |  |  |  |  |  |  |
|  | Ієремія Корибут-Вишневецький    |  |  |  |  |  |  |  |  |  |  |  |  |
|  |                                 |  |  |  |  |  |  |  |  |  |  |  |  |
|  |                                 |  |  |  |  |  |  |  |  |  |  |  |  |
|  | Іван Могила                     |  |  |  |  |  |  |  |  |  |  |  |  |
|  |                                 |  |  |  |  |  |  |  |  |  |  |  |  |
|  |                                 |  |  |  |  |  |  |  |  |  |  |  |  |
|  | Ієремія Могила                  |  |  |  |  |  |  |  |  |  |  |  |  |
|  |                                 |  |  |  |  |  |  |  |  |  |  |  |  |
|  |                                 |  |  |  |  |  |  |  |  |  |  |  |  |
|  | Марія Рареш                     |  |  |  |  |  |  |  |  |  |  |  |  |
|  |                                 |  |  |  |  |  |  |  |  |  |  |  |  |
|  |                                 |  |  |  |  |  |  |  |  |  |  |  |  |
|  | Раїна Могила                    |  |  |  |  |  |  |  |  |  |  |  |  |
|  |                                 |  |  |  |  |  |  |  |  |  |  |  |  |
|  |                                 |  |  |  |  |  |  |  |  |  |  |  |  |
|  | Георгіос Катаратос              |  |  |  |  |  |  |  |  |  |  |  |  |
|  |                                 |  |  |  |  |  |  |  |  |  |  |  |  |
|  |                                 |  |  |  |  |  |  |  |  |  |  |  |  |
|  | Єлизавета Чомортань-Лозинська   |  |  |  |  |  |  |  |  |  |  |  |  |
|  |                                 |  |  |  |  |  |  |  |  |  |  |  |  |
|  |                                 |  |  |  |  |  |  |  |  |  |  |  |  |
|  | Христина Лозинська              |  |  |  |  |  |  |  |  |  |  |  |  |
|  |                                 |  |  |  |  |  |  |  |  |  |  |  |  |
|  |                                 |  |  |  |  |  |  |  |  |  |  |  |  |

## Вшанування пам'яті
У його рідному місті Лубни є Вулиця Князів Вишневецьких, названа не лише на честь Єремії, а й на честь усієї його славетної родини.

### У культурі
У відомому творі Генрика Сенкевича «Вогнем і мечем» (1884) зображений національним героєм Польщі (водночас 1646 року погрожував фізичною розправою членам сейму, обіцяв розігнати сейм, гостро дебатував з королем).
Відомий український письменник Іван Нечуй-Левицький написав історичний роман «Князь Єремія Вишневецький», який був виданий уже після смерті його автора, 1932 року.
Українському журналісту Юрію Рудницькому належить книга «Ієремія Вишневецький. Спроба реабілітації», де постать князя оцінюється позитивно.

### У кінематографі
- Богдан-Зиновій Хмельницький (2006) — фільм українського режисера Миколи Мащенка.
- Гетьман (2015) — фільм українського режисера Валерія Ямбурського[13]
- Вогнем і мечем (1999) — фільм польського режисера Єжи Гофмана

Пісні
«Kniazia Jaremy nawrócenie» — Яцек Качмарський